# Gallery NAO MASAKI
Gallery NAO MASAKI（ギャラリー ナオ マサキ）は、愛知県名古屋市にある日本の現代アート、工芸ギャラリー。2005年設立。

## 概要
2005年にギャラリスト正木なおが「gallery feel art zero」として名古屋市八事に開廊。何もないゼロの状態（知識で判断をしない）で作品と対峙し、感受するアート体験の場を創ることを目的とする。現代アート、工芸、ファッションなどシームレスに作家を選び、独自のディレクションで個展を開催する。
2018年「Gallery NAO MASAKI」に名称変更。国内外のアートフェアに参加し、企画した展覧会は2023年現在、143回を数え、アートの本質とは何かを問う実験的な展覧会を開催している

## 展覧を行った作家
※出典

### 陶芸
- 安藤雅信　Masanobu Ando
- 岩田圭介　Keisuke Iwata
- 植松永次　Eiji Uematsu
- 内田京子　Kyoko Uchida
- 内田鋼一　Koichi Uchida
- 大森準平 Jumpei Omori
- 梶なゝ子　Nanako Kaji
- 金憲鎬　Kim Hono
- グイド・デ・ザン　Guido De Zan

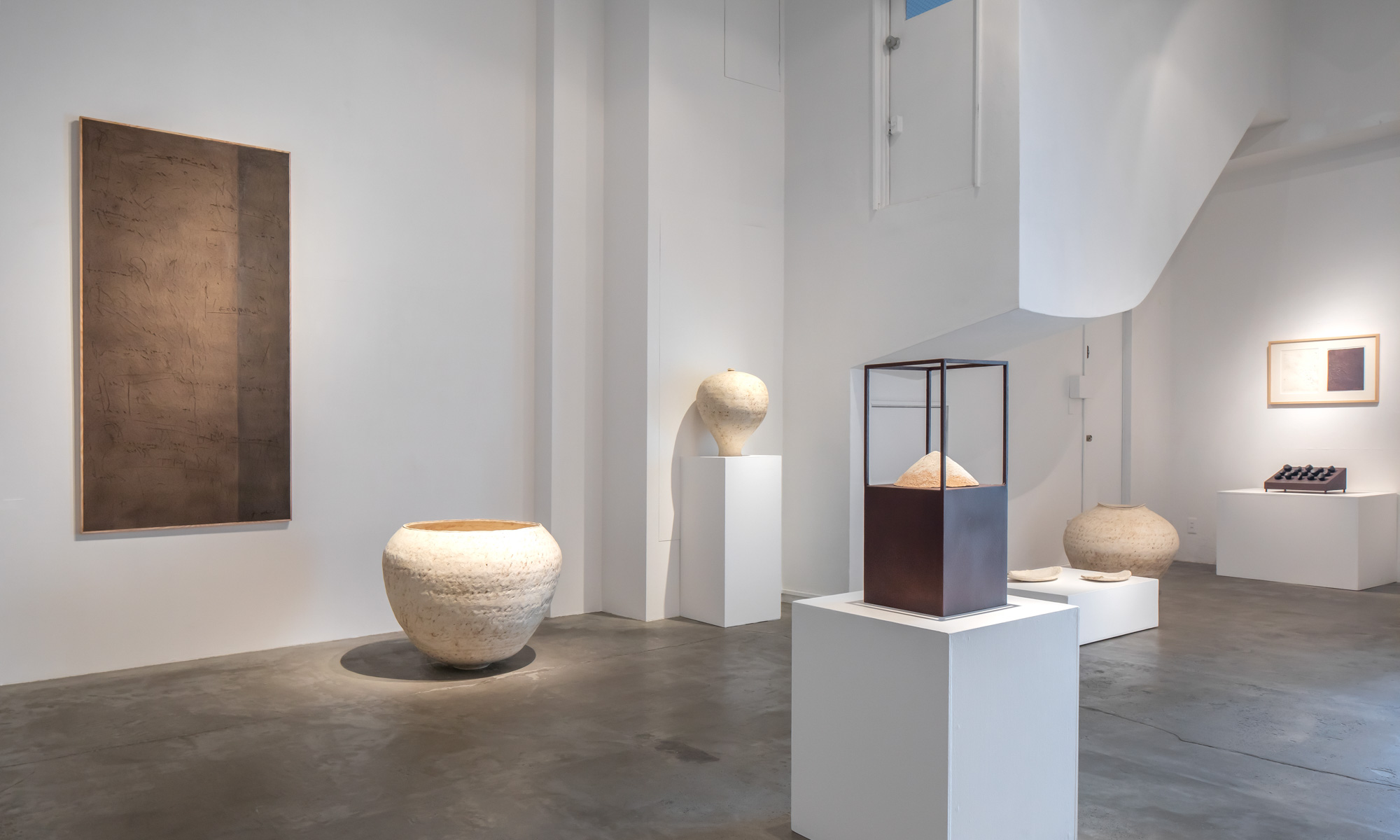
Vol.135 展覧会「礎・素-鉄と土」 内田鋼一

- ハンス・コパー　Hans Coper
- 福田澄子　 Sumiko Fukuda
- ルーシー・リー　Lucie Rie

### 木工
- 井藤昌志　Masashi Ifuji
- 中西洋人　Hiroto Nakanishi

### 彫刻
- 岩田美智子　Michiko Iwata
- 望月通陽　Michiaki Mochizuki
- 宮﨑豊治　Toyoharu Miyazaki

### 絵画
- 田中健太郎　Kentarou Tanaka
- 富山宣子　Noriko Tomiyama
- ヴォルフガング ザイエール　Wolfgang Seierl

### 書
- ハシグチリンタロウ　Lintalow Hashiguchi
- 山本尚志　Hisashi Yamamoto
- Ayako Someya
- グウナカヤマ Goo Nakayama
- 日野公彦 Kimihiko Hino

### ガラス
- 高橋禎彦　Yoshihiko Takahashi
- 辻和美+factory zoomer　Kazumi Tsuji+factory zoomer
- 加藤尚子　Naoko Kato
- 大室桃生　Momoo Omuro
- 奥野美果　Mica Okuno
- 横山秀樹　Hideki Yokoyama
- 三浦世津子　Setsuko Miura
- イワナ シュラムコヴァー　Ivana Sramkova
- ピーター アイビー　Peter Ivy

### 金工
- 長谷川竹次郎　Takejiro Hasegawa
- 長谷川まみ　Mami Hasegawa
- 長谷川清吉　Seikichi Hasegawa
- 金森正起　Masaki Kanamori

### ジュエリー
- 松永智美　Tomomi Matsunaga
- 薗部悦子　Etsuko Sonobe
- shino+y
- 光島和子　Kazuko Mitsushima
- 木場 淑江　Yoshie Koba

### 版画・写真
- 辻徹　Toru Tsuji
- 佐野奈月　Nazuki Sano
- 若月陽子　Yoko Wakatsuki
- 真月洋子　Yoko Mazuki

### 現代美術
- 栗木義夫　Yoshio Kuriki
- 佐藤貢　Mitsugu Sato
- 堀尾貞治　Sadaharu Horio
- 堀尾昭子　Akiko Horio
- 篠原猛史　Takeshi Shinohara
- 白木麻子　Asako Shiroki
- 山本恵　Megumi Yamamoto
- 吉田和司　Kazushi Yoshida
- 蔡筱淇+吉川公野　Kimiya Yoshikawa&Hsiao-Chi Tsai
- アンテ・ヴォジュノヴィック　Ante Vojnovic

### メディアアート
- 日栄一雅　Kazumasa Hiei

### 植物
- 村瀬貴昭（Re:planter） Takaaki Murase
- 小田康平　Kouhei Oda

### 食
- 松永智美　Tomomi Matsunaga

### 衣、革、紙
- ダニエラ・グレジス　Daniela Gregis
- 秦泉寺由子　Yoshiko Jinzenji
- 田中千世子　Chiyoko Tanaka
- 真木テキスタイルスタジオとインドの手仕事　MAKI TEXTILE STUDIO
- 稲葉佳子　Keiko Inaba
- 安藤明子　Akiko Ando
- 村田明子　Akiko Murata
- 西田信子　Nobuko Nishida（革）
- 宮下香代　Kayo Miyashita（紙）
- 都筑晶絵　Akie Suzuki（製本家）

### その他
- 杉山開知　Kaichi Sugiyama

## 参加アートフェア
- 2023年　Art Fair Tokyo 2023
- 2022年
  - 　art stage OSAKA 2022
  - 　Art Fair Tokyo 2022
- 2021年　BRAFA in the Galleries
- 2020年　青花の会 工芸祭 2020
- 2019年　Art Fair Tokyo 2019
- 2013年　Art Nagoya 2013
- 2012年　Art Nagoya 2012
- 2010年　Art Fair Kyoto 2010